# Ozero Kuzmitji
Ozero Kuzmitji (ryska: Озеро Кузьмичи) är en sjö i Belarus. Den ligger i den norra delen av landet, 130 km norr om huvudstaden Minsk. Ozero Kuzmitji ligger 190 meter över havet. Arean är 0,49 kvadratkilometer. Den sträcker sig 1,2 kilometer i nord-sydlig riktning, och 0,9 kilometer i öst-västlig riktning.
Omgivningarna runt Ozero Kuzmitji är en mosaik av jordbruksmark och naturlig växtlighet. Runt Ozero Kuzmitji är det glesbefolkat, med 19 invånare per kvadratkilometer.